# 歌川国種
歌川 国種（うたがわ くにたね、生没年不詳）とは、江戸時代の浮世絵師。

## 来歴
初代歌川豊国の門人、歌川の画姓を称す。作画期は文政から天保の頃にかけてとされ、版本の挿絵や役者絵を描く。文政11年（1825年）建立の豊国先生瘞筆之碑に豊国門人として名が見え、また種繁、種政、種信、種景、種清を国種の門人とする。息子は月岡芳年の門下に入って絵師となり、尾崎年華と称している。

## 作品
- 『春色廓の鶯』　※鼻山人作、天保期
- 『当世操文庫』　人情本　※司馬山人作